# Кадиаскер

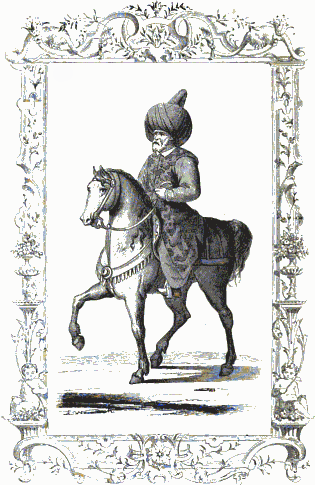
Кадиаскер. Гравюра Ч. Вечеллио

Кадиаскер, казаскер (осман. قاضی عسکر‎ — «войсковой судья») — должность верховного судьи по военным и религиозным делам, введённая в Османской империи в середине XIV столетия. Также существовала в Крымском ханстве, где кадиаскер входил в состав дивана.
С учреждением в XV веке должности шейх-уль-ислам в ве́дение казаскера переходили только военные тяжбы. Казаскер был членом Государственного дивана (Диван-и Хумаюн), где разбирал приходившие на рассмотрение судебные дела и жалобы; решение казаскера было окончательным. За исполнение своих обязанностей казаскеры держали земельные пожалования (поместья-арпалыки) и получали денежное содержание.
В 1481 году в империи были учреждены две должности казаскера. Решениям румелийского казаскера подчинялись европейские владения султана, анатолийского — азиатская и африканская части государства. Пост казаскера Анатолии занимал в своё время Бакы, придворный поэт Сулеймана Великолепного. После проведённых султаном Махмудом II в 1820—1830-х годах военно-административных реформ должность казаскера лишилась былого значения, однако как один из высших османских титулов просуществовал до 1922 года, когда Турция была объявлена республикой.